# Saint-Laurent-Bretagne
Saint-Laurent-Bretagne é uma comuna francesa na região administrativa da Nova Aquitânia, no departamento dos Pirenéus Atlânticos. Estende-se por uma área de 10,58 km². Em 2010 a comuna tinha 456 habitantes (densidade: 43,1 hab./km²).